# تندمیوه‌ها
تُندمیوه‌ها (نام علمی: Drimycarpus) نام یک سرده از خانواده پسته‌ایان است.